# Mario Liberalato
Mario Liberalato (Venezia, 5 agosto 1937 – Mestre, 12 luglio 2022) è stato un calciatore italiano, di ruolo portiere.

## Carriera
Liberalato iniziò la sua carriera a 11 anni nei pulcini della Mestrina. Nelle giovanili si fratturò una gamba tornando all'attività agonistica dopo tre anni di recupero. Ciononostante Liberalato riuscì a guadagnarsi il posto da titolare nella squadra nonché l'interessamento da parte del Milan, che lo provò in un'amichevole nell'estate del 1961 contro il Santos.
Al Milan fu riserva di Giorgio Ghezzi, ruolo che mantenne per due anni (riuscendo a vincere sia lo scudetto sia la Coppa dei Campioni) totalizzando in tutto 12 presenze.
Nella stagione 1963-1964 si trasferì in Serie B al Prato, dove a causa di un infortunio ad inizio torneo totalizzò 6 presenze. L'anno successivo invece tornò di proprietà del Milan e fu subito ceduto all'Hellas Verona, dove totalizzò una sola presenza a causa di un altro infortunio subito questa volta al braccio, che lo costrinse a sei mesi di inattività rischiando addirittura di perdere l'arto. Evitato questo pericolo grazie ad un intervento chirurgico, nella stagione 1965-1966 ritornò nella Mestrina dove aveva cominciato la sua attività. A fine torneo decise di lasciare il calcio e di aprire una tipografia assieme al padre e al fratello.

## Palmarès

### Club

#### Competizioni nazionali
- Campionato italiano: 1

Milan: 1961-1962

#### Competizioni internazionali
- Coppa dei Campioni: 1

Milan: 1962-1963